# Neoceratium incisum
Neoceratium incisum is een soort in de taxonomische indeling van de Myzozoa, een stam van microscopische parasitaire dieren. Het organisme komt uit het geslacht Neoceratium en behoort tot de familie Ceratiaceae. Neoceratium incisum werd in 2009 ontdekt door F.Gomez, D.Moreira & P.Lopez-Garcia.